# Resclosa de la Coma
La Resclosa de la Coma és un embassament que pertany a la Golarda, creat per una petita presa d'obra, situada en el terme municipal de Monistrol de Calders, al Moianès.
Fou construïda a mitjan segle xx per tal de dur aigua a l'Horta de la Coma, des d'on s'havia de bombar cap a la masia de la Coma. No es va arribar mai a posar en funcionament, malgrat que totes les obres estaven fetes.